# Freax (Oper)
Freax ist eine Oper in zwei Akten von Moritz Eggert  mit einem Libretto von Hannah Dübgen.

## Inhalt
Die Handlung ist inspiriert von dem US-amerikanischen Horrorfilm Freaks aus dem Jahr 1932 von Tod Browning. Der kleinwüchsige Franz will die große, schöne Isabella. Isabella will Hilbert, den Showmoderator. Hilbert will den großen Erfolg. Den garantiert der Star der Show: der kleinwüchsige Franz.

## Moritz Eggert zur Oper
„Jede Gesellschaft empfindet das ‚Andere‘ und ‚Fremde‘“, so Moritz Eggert zu dem Thema seiner Oper, „das die Freaks ohne eigenes Verschulden repräsentieren, als unangenehm und beängstigend. Das hat sich nicht entscheidend verändert – die Freaks von heute werden entweder irgendwo weggesperrt oder durch Operation ‚geheilt‘, die Öffentlichkeit, die sie früher durch Wanderzirkusse hatten (bei all den negativen Konnotationen dieser so genannten ‚Freak Shows‘: immerhin bildeten sie einen Ort der Begegnung zwischen ‚Normalen‘ und ‚Anderen‘) ist einer meist traurigen Randexistenz gewichen, bei der auch politische Korrektheit im Umgang (‚Aktion Mensch‘ anstatt ‚Aktion Sorgenkind‘) oft nicht über Gefühlskälte und Ignoranz hinwegtäuscht.“

## Uraufführung
Am 2. September 2007 wurde die Oper im Rahmen des Internationalen Beethovenfestes Bonn uraufgeführt. Nachdem sich Eggert und der Regisseur Christoph Schlingensief über die Inszenierung nicht einigen konnten, wurde die Oper nur konzertant aufgeführt und in der Pause eine filmische Umsetzung Schlingensiefs mit dem Titel Fremdverstümmelung 2007 – Freax – Ein Diskurs über Behinderungen in der Oper gezeigt. Während der Aufführung im Foyer der Oper spielten Mitglieder von Schlingensiefs „Family“ zusammen mit Bonner Schauspielern hinter der Leinwand.
Am 21. Januar 2017 feierte die Oper im Theater Regensburg ihre szenische Uraufführung. Hendrik Müller entschloss sich kurzfristig, für den erkrankten Jim Lucassen nach dessen Konzept die Regie zu übernehmen. Anders als ursprünglich im Libretto geschrieben, spielte die Regensburger Inszenierung in einem Pflegeheim für alte, verarmte Künstler.

## Kritik
In den Feuilletons der deutschen Zeitungen wurde die konzertante Uraufführung von 2007 durchweg negativ beurteilt.
Manuel Brug von der Welt bilanziert zur Musik Eggerts: „Zum Hören gibt es eine überinstrumentiert drittklassige, von Wolfgang Lischke und dem Beethoven-Orchester gleißend aufgeschäumte Musik zwischen Rummelplatz und Gekreisch, die sich in ihren besseren Momenten anhört wie durch den Zwölftonfleischwolf gewursteter Weill.“
Wolfgang Fuhrmann von der Frankfurter Allgemeinen Zeitung kam trocken zu dem Schluss: „Zu Beginn des Abends hatte Eggert dem Auditorium pathetisch verkündet: ,Ich lege meine Musik in Ihre Hände. Sie, das Publikum, sind jetzt die besten Regisseure dieses Stücks.‘ Hinterher freilich hätte man den Regieauftrag gerne wieder zurückgegeben.“
„Schon die Handlung“, schrieb Dorothea Marcus am 4. September 2007 in der taz, „die auf eigenartige Weise die Ausgrenzung von Behinderten kritisiert und zugleich umdreht, hätte allen Beteiligten klarmachen müssen, dass es hier um einen unlösbaren Konflikt geht: Was diese Oper erzählen wollte, sprengt ihre Form. So, wie Eggert die Musik angelegt hat, ist sie mit echten ‚Freaks‘ nicht singbar. Eine Oper mit Schauspielern, die als ‚Freaks‘ verkleidet sind, ist von Schlingensief, der seit Jahren mit einer ‚Family‘ aus unter anderem Kleinwüchsigen arbeitet, nicht inszenierbar.“
Die szenische Uraufführung in Regensburg 2017 erhielt dagegen deutlich positivere Rezensionen. Die Passauer Neue Presse bezeichnete sie als „Coup der Extraklasse“ und die Inszenierung als vielschichtig und spannend. Für den Rezensenten der Deutschen Bühne war damit die Aufführbarkeit bewiesen. Die Inszenierung sei ein „perfekt gearbeitetes Rundumpaket“. Es fehlten lediglich „ein paar Ecken und Kanten“.